# Robert Mayr-Harting

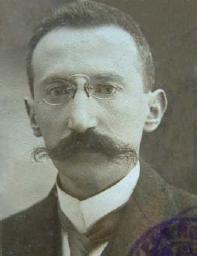
Robert Mayr-Harting

Robert Ritter von Mayr-Harting (bis 1907 von Mayr, seit 1920 ohne Adelsprädikat) (* 13. September 1874 in Aspern; † 12. März 1948 in Prag) war ein österreichischer und nach dem Ersten Weltkrieg tschechoslowakischer Rechtswissenschaftler. In der Ersten Tschechoslowakischen Republik war er einer der führenden Politiker der Deutschen Christlich-Sozialen Volkspartei. In der Zwischenkriegszeit war er von 1926 bis 1929 Justizminister.

## Leben und Wirken
Robert Mayr-Harting stammte aus einer Tiroler Beamten- und Offiziersfamilie. Sein Vater Anton Franz war indes Schauspieler. Er besuchte das Schottengymnasium in Wien. Danach studierte er Rechtswissenschaft an der Universität Wien. Nach einer Studienreise nach Leipzig trat er in die legislative Sektion des Justizministeriums in Wien ein. Im Jahr 1901 wurde er habilitiert.
1905 ging Mayr-Harting als a.o. Professor an die Franz-Josephs-Universität Czernowitz, die ihn 1908 auf den Lehrstuhl berief.
1909 wechselte er für fast 30 Jahre an die Karl-Ferdinands-Universität. In Prag gab er teilweise kommentierte Gesetzessammlungen zum Zivilrecht heraus. Außerdem veröffentlichte er 1912/13 eine siebenbändige Geschichte des Römischen Rechts. In den Jahren 1913/14 und 1930/31 war er Dekan der Juristischen Fakultät. 1921/22 war er Rektor der deutschen Universität. Er war ab 1921 auch einer der Mitherausgeber der Prager juristischen Zeitschrift. Mayr-Harting war ordentliches Mitglied der Deutschen Gesellschaft für Wissenschaft und Kunst in der ČSR. Im Jahr 1931 wurde er Präsident der Ständigen Vertretung des Deutschen Juristentages in der ČSR. Er war auch Mitglied in der Deutschen Liga für Völkerbund und Völkerverständigung.

## Politik
Unmittelbar nach dem Zusammenbruch der k. u. k Doppelmonarchie und der Gründung der Tschechoslowakischen Republik plädierte er für eine aktive Mitarbeit der deutschsprachigen Bevölkerungsgruppe am neuen Staat. Als Sachverständiger gehörte er verschiedenen Regierungskommissionen an.
Im Sommer 1919 entwarf er gemeinsam mit Karl Hilgenreiner das Parteiprogramm der Deutschen Christlich-Sozialen Volkspartei. Er gehörte bis zum Ende der Partei 1938 dem engeren Führungskreis an. Dabei setzte er sich stets für eine staatsloyale Haltung ein.
Von 1920 bis 1925 war er Senator. Danach war er bis 1938  Parlamentsabgeordneter. Auch in der Deutschen parlamentarischen Arbeitsgemeinschaft, der auch Abgeordnete anderer Parteien angehörten, setzte er sich für eine Zusammenarbeit mit den tschechischen Parteien ein.
Mayr-Harting stand in Kontakt zu Präsident Tomáš Garrigue Masaryk und zählte zu den Mitgliedern von dessen politisch einflussreichem Burg-Kreis.
Von 1926 bis 1929 war Mayr-Harting Justizminister. Er setzte sich dabei unter anderem für die Anerkennung der Deutschen Sprache vor Gericht ein. Obwohl die Christlich-Soziale Partei nach 1929 nicht mehr in der Regierung saß, setzte er sich weiterhin für ihre Stützung ein. Eine Zusammenarbeit mit der an Bedeutung wachsenden Partei von Konrad Henlein lehnte er ab.
Im nationalsozialistischen Protektorat Böhmen und Mähren lebte er zurückgezogen in Prag. Nach der Wiedererrichtung der ČSR konnte er auf Fürsprache von Präsident Edvard Beneš weiterhin in Prag leben.